# Звіздиця

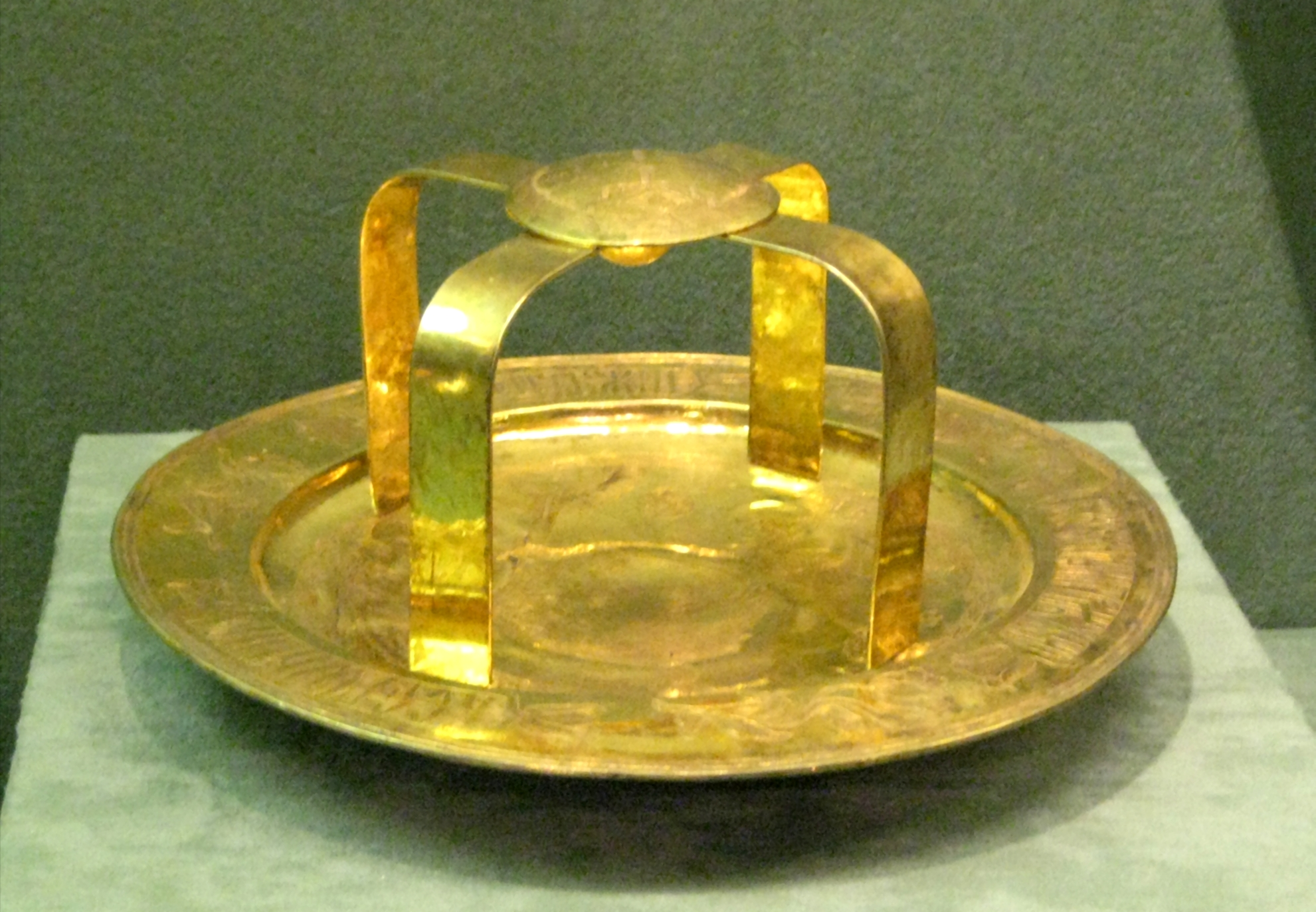
Звіздиця на дискосі. Собор Василя Блаженного (Росія)

Звізди́ця, звізда́, рідко зі́рка, астери́ск (церк.-слов. sвѣзди́ца, грец. ἀστερίσκος) — елемент церковного начиння, уживаний під час православної Літургії. Має вигляд двох металевих (золотих або позолочених) дуг, з'єднаних у центрі перетину болтиком та гайкою, таким чином, що дуги можуть сходитися разом, перекриваючи одна одну, і розсуватися хрестоподібно. Впровадження звіздиці до літургійного ужитку одностайно приписують Івану Золотоустому.
Свою назву звіздиця отримала через те, що по закінченні проскомидії її, розсунувши хрестоподібно та покадивши фіміамом, ставлять на дискос зі словами з Євангелія від Матвія «И пришедши sвѣзда, ста вверху, идѣже бѣ Отроча» (Мв. 2:9). Призначення звіздиці — зберегти положення Агнця та частинок просфор на дискосі під час Літургії. Крім того, звіздиця має і символічне значення: подібно тому як дискос означає ясла новонародженого Ісуса та Гріб Господній, так і звіздиця символізує Вифлеємську зірку (звізду) та печатку Синедріону на Гробі.
В українському сакральному мистецтві виділяють звіздицю початку 18 століття — срібну в позолоті з гравіюванням імені Гетьмана Івана Мазепи, що була вкладом до Успенського собору Києво-Печерської лаври.